# René Thiollier
René de Castro Thiollier (São Paulo, 1882 — 1968) foi um advogado e escritor brasileiro.
Seu pai foi o francês Alexandre Honoré Marie Thiollier e sua mãe Fortunata de Sousa e Castro Thiollier, irmã da Baronesa de Itapetininga e Baronesa de Tatuí, proprietária de todo o vale do Anhangabaú, Antônio Bento de Sousa e Castro, o abolicionista e Clementino de Sousa e Castro, o "prefeito" de São Paulo. 
René Thiollier foi um intelectual que deu uma enorme contribuição para São Paulo. Estudou na Faculdade de Direito da Universidade de São Paulo, do Largo de São Francisco, formando-se na turma de 1906. Foi um dos fundadores do Teatro Brasileiro de Comédia (TBC), era conselheiro no Liceu de Artes e Ofícios. Foi um importante organizador da Semana de Arte Moderna em São Paulo. Amigo do então prefeito Artur Bernardes, foi René Thiollier quem conseguiu alugar o Teatro Municipal de São Paulo, pagando o aluguel de seu próprio bolso, dando como garantia seus bens pessoais, para que o evento tão polêmico e revolucionário nas artes, tivesse um palco a altura de tão importante evento cultural. René Thiollier ainda pediu ao Presidente do Estado, seu amigo também,  para que patrocinasse parte da vinda dos artistas do Rio de Janeiro para a tão esperada Semana de 22.
Foi apoiador da Revolução Constitucionalista de 1932, e com a derrota, Thiollier e Alfredo Ellis Jr., como alternativa legal ao independentismo paulista, fundam a Liga Confederacionista em 11 de março de 1933, que chegou a ter 18 mil membros até 1935.

## Obras

### Contos
- Senhor Dom Torres
- A louca do Juquery: contos (1930)
- Folheando a Vida (inacabado)

### Estudos histórico-biográficos
- Um Grande Chefe Abolicionista: Antônio Bento
- A república Rio-Grandense e a Guerra paulista de 1932

### Crônicas e ensaios
- O Homem da Galeria
- Episódios de Minha Vida
- A Semana de Arte Moderna